# دوازده‌خان هرکول

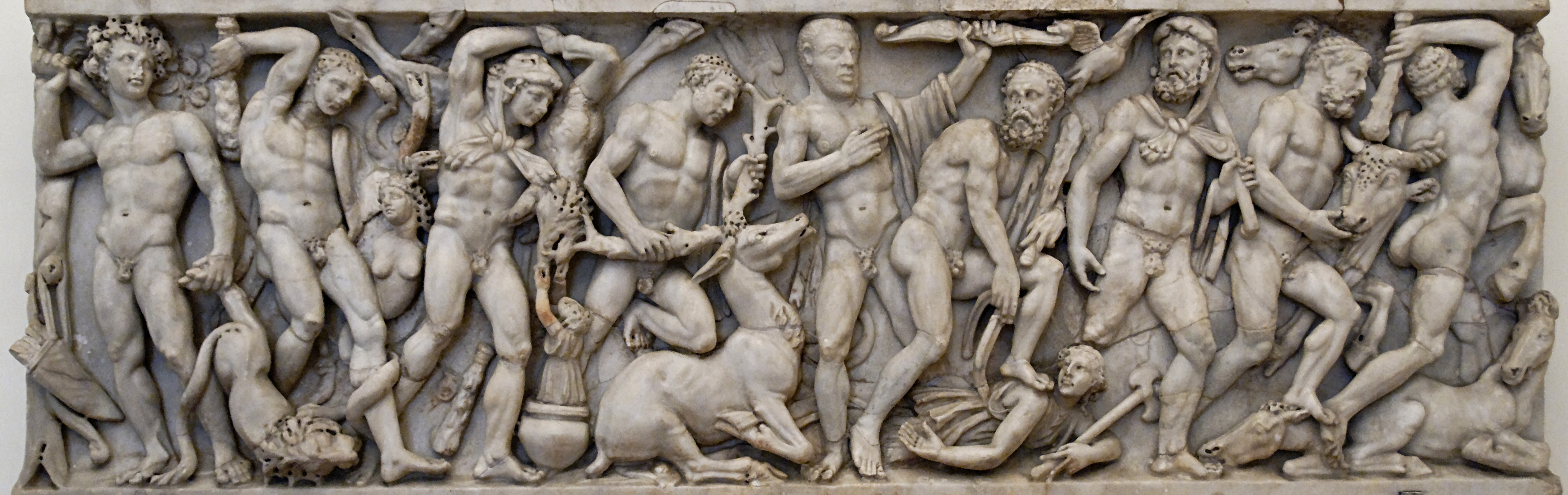
نقش برجسته‌ای رومی مربوط به سده سوم بعد از میلاد که خوان‌های هرکول را نشان می‌دهد. از چپ به راست، شیر نیمیان، مار هیدرا، گراز اریمانتوس، غزال کرینیا، کمربند هیپولیت، اصطبل‌های آوگیاس، گاو کریت و اسب‌های دیومدس، در تصویر دیده می‌شوند.

دوازده‌خوان هرکول (به یونانی: δωδέκαθλον, dodekathlon)، مأموریت‌هایی بودند که هرکول، نام‌آورترین قهرمان در اساطیر یونانی، برای کفاره گناه خود (قتل همسر و فرزندان)، با موفقیت به انجام رساند. داستان‌های مجزای هر کدام از این خوان‌ها، بعدها به صورت یک داستان یکپارچه درآمده‌است. طبق عقیده یونانیان، گردآوری و روایت یکپارچه داستان این خوان‌ها، منتسب به پیساندر، شاعر حماسه‌سرای یونانی، در حدود ۶۰۰ سال پیش از میلاد مسیح می‌باشد.

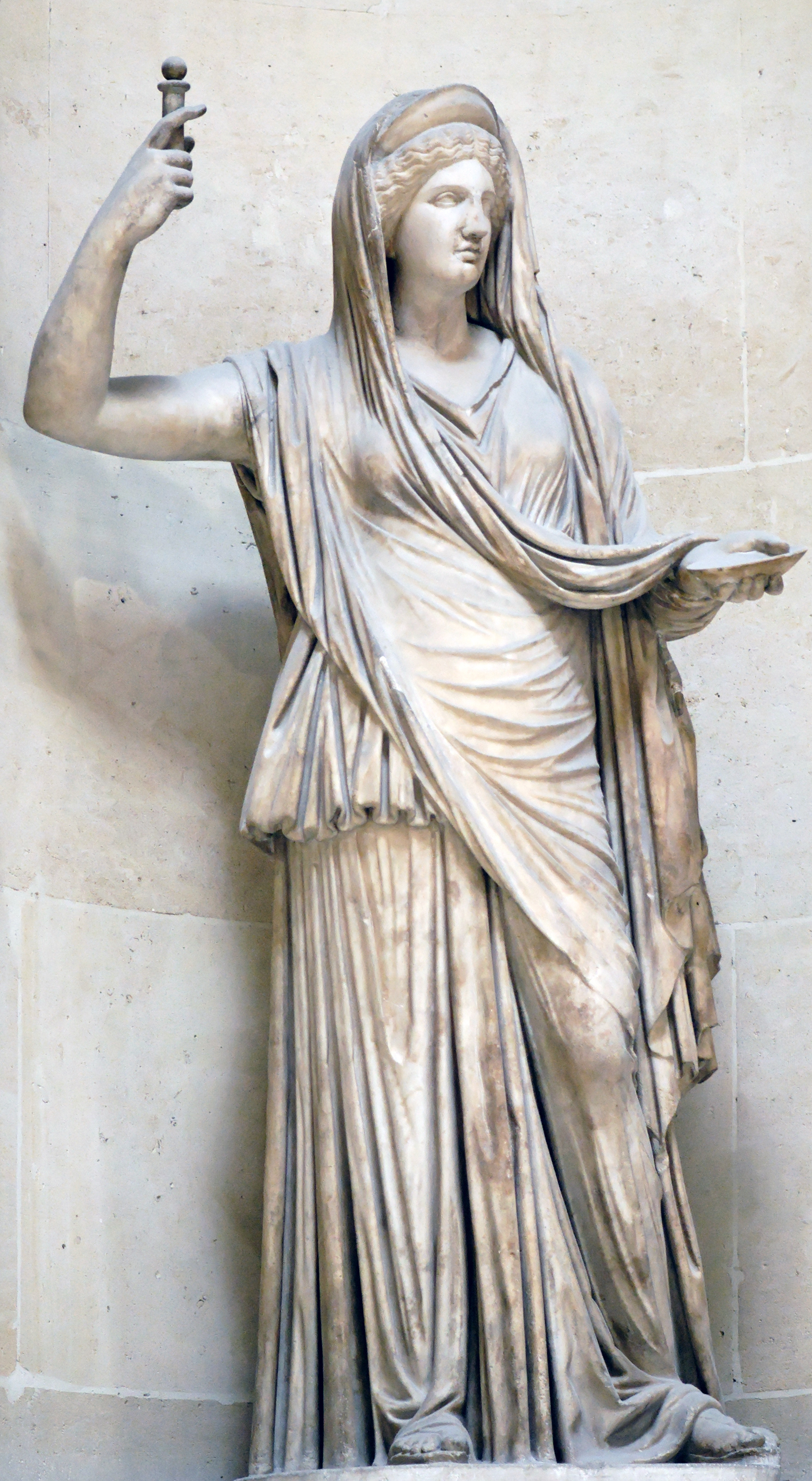
هرا، همسر زئوس و نامادری هرکول که با دچار کردن او به جنون، باعث شد هرکول همسر و فرزندان خود را به قتل برساند و برای کفاره گناهانش، دوازده خوان را پشت سر بگذارد

## پیش‌زمینه
هرکول که توسط نامادری و دشمن دیرینه‌اش، هرا، دچار جنون شده بود، همسر خود مگارا و پسران خود را به قتل رساند. او پس از آن که جنونش فروکش کرد، متوجه عمل خود شده و به شدت احساس پشیمانی نمود. هرکول توسط تسپیوس، پادشاه یونانی، از گناه قتل، مبری گشت. سپس برای یافتن راهی برای توبه و دادن کفاره گناهش، رهسپار دلفی شد. در آنجا، پیشگوی آپولو به او پیشنهاد کرد که در تایرینس اقامت کرده و به پادشاه ائوروستئوس که پسرعموی خود هرکول بود، به مدت دوازده سال خدمت کند. هرکول که خدمت کردن برای کسی مانند ائوروستئوس را خفت‌آور می‌دانست، از ترس پدرش زئوس، به آن پیشنهاد تن داد.
ائوروستئوس، ابتدا هرکول را مأمور انجام ده خوان کرد ولی دو خوان مار هیدرا و اصطبل‌های آوگیاس را به دلیل آن که هرکول از کمک دیگران استفاده کرد و بخاطر کارش، دستمزد دریافت کرد، به حساب نیاورد و به ناچار، هرکول دو خوان اضافی (سیب‌های طلایی باغ هسپریدس و اسیر کردن سربروس) را انجام داد و تعداد خوان‌ها را به دوازده رساند.

## خوان‌های هرکول

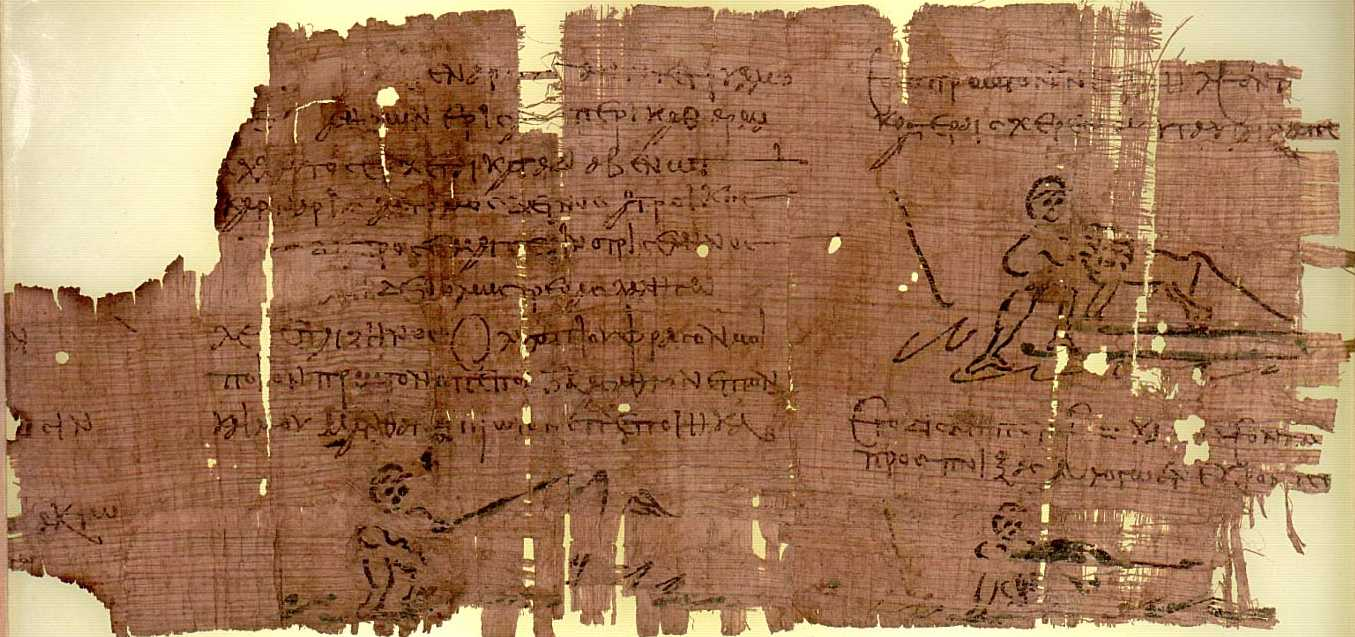
پاپیروس هرکول، دست‌نوشته‌ای یونانی مربوط به قرن سوم میلادی، محتوی شعری دربارهٔ خوان‌های هرکول

سرگذشت هرکول در مسیر خوان‌های دوازده‌گانه، به صورت یکجا و یکپارچه روایت نشده بلکه با استفاده از منابع مختلف، گردآوری شده‌است. راک و استیپل، نویسندگان کتاب «جهان اسطوره‌های قدیم»، معتقدند روش واحدی برای تفسیر داستان خوان‌ها، وجود ندارد. با این حال، مشخص است که شش خوان در پلوپونز (شبه جزیره‌ای در جنوب یونان) اتفاق افتاده و با احیای مجدد المپیا، به اوج خود رسیده‌اند. شش خوان دیگر، در نقاطی دورتر رخ داده‌اند. مسیر داستان خوان‌ها، از الگوی یکسانی پیروی می‌کند. در هر خوان، هرکول مأمور کشتن یا اسیر کردن یا به چنگ آوردن جانور یا گیاهی افسانه‌ای می‌شد. طبق ادعای راک و استیپل، مکان‌هایی که خوان‌ها در آنجا رخ دادند، همگی قبلاً از اقامتگاه‌های هرا و دروازه‌های ورود به جهان ارواح و مردگان بودند.
در معبد زئوس در المپیا، می‌توان خوان‌های هرکول را در کتیبه‌های معبد، به صورت نقش برجسته، مشاهده کرد.
هرکول در مسیر خوان‌های دوازده‌گانه، تنها نبوده و گاهی توسط یک جوان و گاهی توسط افراد دیگر از جمله یولائوس، برادرزاده خود، همراهی می‌شد. در ابتدا هرکول، مأمور انجام ده خوان شد اما همراهی و کمک این افراد موجب شد که او مجبور به انجام دادن دو خوان دیگر شود. ائوروستئوس، خوان هیدرا و اصطبل‌های آوگیاس را نپذیرفت. چون در اولی، هرکول از کمک یولائوس بهره گرفت و در دومی بخاطر انجام دادن مأموریتش، دستمزد دریافت کرد و از رودخانه برای تمیز کردن اصطبل‌های آوگیاس، استفاده کرد. هرکول، در خوان‌های متعددی، با فرزندان دو هیولای افسانه‌ای، تایفون و اکیدنا، مواجه گردید و آن‌ها را از پای درآورد.
بر اساس بیبلیوتکا، کتاب سه بخشی محتوی افسانه‌ها و اسطوره‌های یونان باستان، خوان‌های هرکول، به ترتیب زیر می‌باشند:
- کشتن شیر نیمیایی
- کشتن مار نُه سر هیدرا
- اسیر کردن غزال کرینیا
- اسیر کردن گراز اریمانتوس
- تمیز کردن اصطبل آوگیاس
- کشتن پرندگان استومفالوسی
- اسیر کردن گاو کریت
- دزدیدن مادیان‌های دیومدس
- به‌دست آوردن کمربند هیپولیت
- به‌دست آوردن گله گاوهای گروئون
- دزدیدن سیب‌های باغ هسپریدس
- اسیر کردن سگ سه سر سربروس

## خوان اول: شیر نیمیایی
اولین خوانی که ائوروستئوس، پسرعموی هرکول، برای او در نظر گرفته بود، کشتن شیر نیمیایی بود.

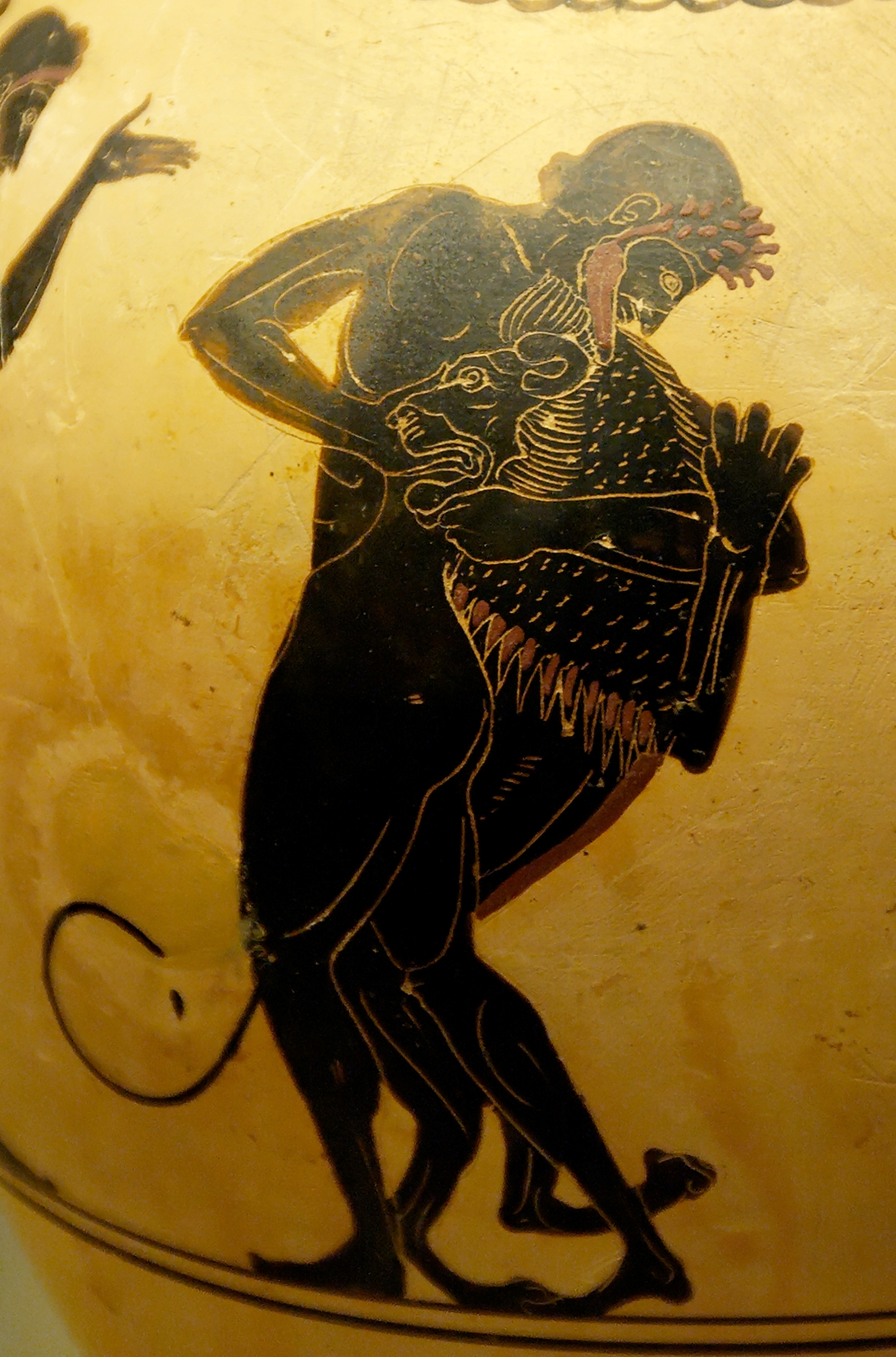
هرکول و شیر نیمیایی

طبق یکی از نسخه‌های داستان، شیر نیمیایی، زنان را به عنوان گروگان به مخفیگاه خود در غاری در نیمیا برده و بدینوسیله قهرمانان شهرهای اطراف را تشویق به نجات آن زنان می‌کرد. هر قهرمانی که وارد غار می‌شد، زنی زخمی را می‌دید و به نجات او می‌شتافت. به محض نزدیک شدن به او، آن زن تبدیل به شیر شده و قهرمان را از پای درمی‌آورد. سپس شیر، جسد او را خورده و استخوانش را به هادس، خدای مردگان و جهان زیرین می‌داد.
هرکول بعد از مدتی پرسه‌زدن، وارد شهر کلئونا شد. در آنجا، او با پسری برخورد کرد که به او گفت در صورتی‌که هرکول در عرض سی روز، شیر نیمیان را کشته و زنده به شهر بازگردد، ساکنان شهر، یک شیر را برای زئوس قربانی می‌کنند. اما در صورت عدم بازگشت هرکول، در عرض سی روز یا کشته شدنش، آن پسر، خود را برای زئوس قربانی می‌کند. روایت دیگری از افسانه می‌گوید هرکول، چوپانی بنام مولورکوس را ملاقات کرد که پسرش به‌دست شیر نیمیان، به قتل رسیده بود. چوپان به هرکول گفت در صورتی‌که در عرض سی روز زنده بازگردد، او گوسفندی را برای زئوس قربانی خواهد کرد و اگر در عرض آن مدت بازنگردد، گوسفندی را برای هرکول و به نشانه عزاداری او، قربانی خواهد کرد.
هرکول، که از پوشش طلایی و غیرقابل نفوذ بدن شیر اطلاع نداشت، پیکان‌هایی را برای کشتن شیر ساخت. با پرتاب اولین پیکان و کمانه کردن آن از ران شیر، هرکول دریافت که پوشش بدن شیر، محافظ آن است. سپس هرکول، شیر را به درون غار کشاند. غار دارای دو مدخل بود که هرکول یکی از آن‌ها را بسته بود و از مدخل دیگر وارد غار شد. او پس از درگیری با شیر، آن حیوان را با قدرت خارق‌العاده‌ای که داشت و با استفاده از گرز خود، از پای درآورد و خفه کرد. در طی درگیری، شیر یکی از انگشتان هرکول را قطع کرد. روایتی دیگر این چنین نقل می‌کند که هرکول به سمت دهان شیر که نقطه محافظت‌نشده بدن شیر بود، پیکان‌هایی پرتاب کرد. پس از کشتن شیر، هرکول قصد کندن پوست حیوان را با چاقوی خود داشت ولی قادر به این عمل نبود. او چاقوی خود را با سنگ تیز کرد و حتی از خود سنگ هم برای کندن پوست شیر، استفاده کرد ولی این بار هم نتوانست کاری از پیش ببرد. در نهایت، آتنا (الهه خرد)، با دیدن عدم موفقیت هرکول، به کمکش شتافت و از او خواست که از یکی از پنجه‌های خود شیر برای کندن پوستش استفاده کند. برخی معتقدند پوشش محافظی که هرکول هنگام مبارزه به تن می‌کرد، پوست شیری بود که در کوه‌های کایتارون شکار کرده بود.
وقتی که هرکول در روز سی‌ام، درحالی‌که جسد شیر را بر روی دوشش حمل می‌کرد، بازگشت، ائوروستئوس شگفت زده و ناراحت شد. او هرکول را از ورود به شهر منع کرد و از او خواست که نتایج دیگر مأموریت‌هایش را در خارج از دروازه‌های شهر نشان دهد. ائوروستئوس، مأموریت‌های هرکول را در خوان‌های بعدی، نه به صورت رو در رو، بلکه به وسیلهٔ یک قاصد، به او ابلاغ کرد. ائوروستئوس حتی از ترس هرکول، دستور ساخت یک خمره بزرگ برنزی را داد که بتواند در آن مخفی شود. او به هرکول اطلاع داد که خوان‌های بعدی به مراتب مشکل‌تر خواهند شد و سپس او را روانه مأموریت بعدیش ساخت که کشتن مار هیدرا بود.

## خوان دوم: هیدرا

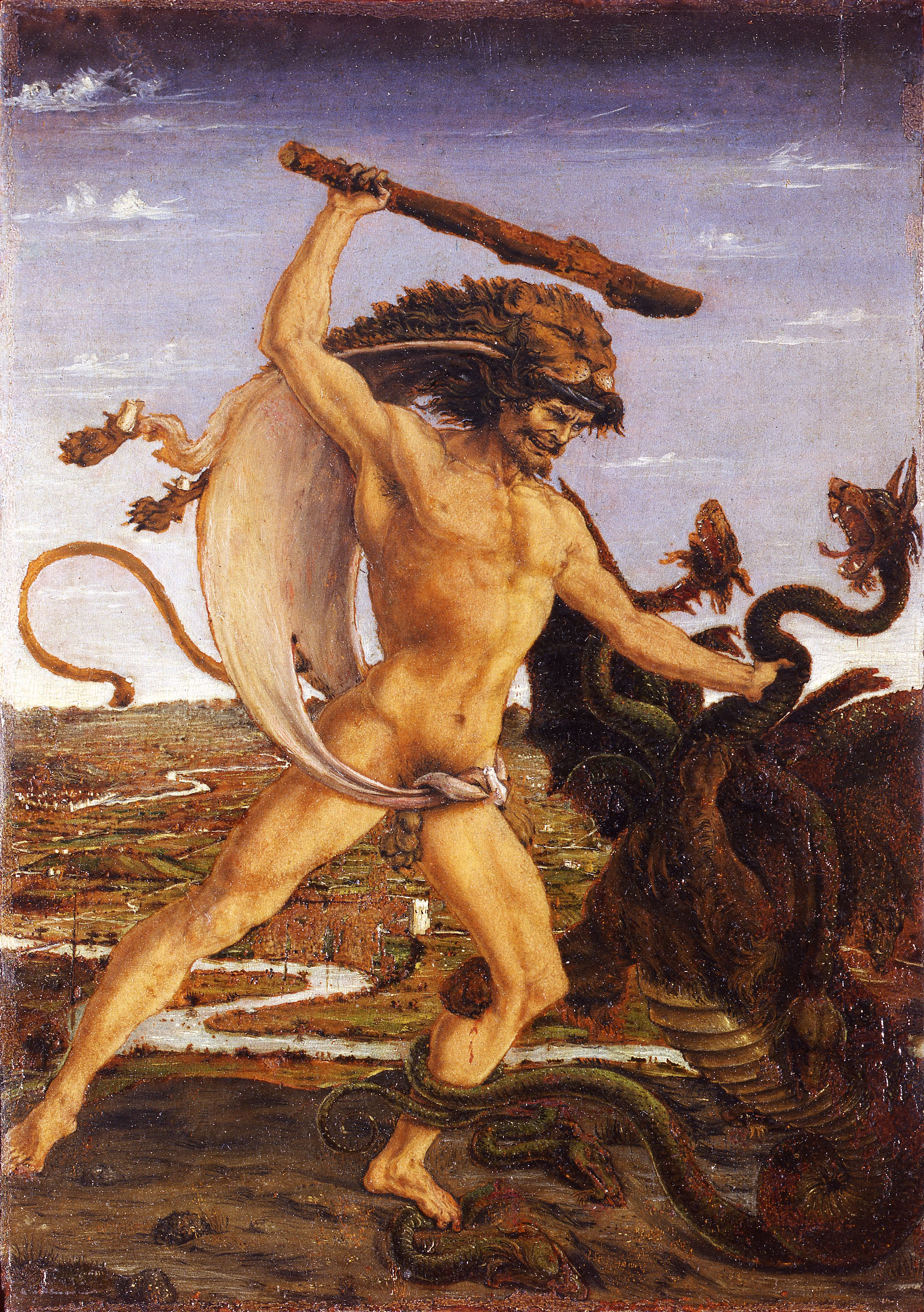
هرکول و مار هیدرا، اثری از آنتونیو پولایولو، نقاش و مجسمه‌ساز ایتالیایی قرن پانزدهم میلادی

ائوروستئوس پس از اینکه هرکول شیر نیمیان را از بین برد، او را مأمور کشتن مار نُه سر هیدرا کرد. هیدرا، ماری بود که هرا، برای کشتن هرکول پرورش داده بود. هنگامی که هرکول به مردابی در نزدیکی دریاچه لرنا، که هیدرا در آن زندگی می‌کرد، رسید، صورت خود را با پارچه‌ای، برای محافظت از خود در مقابل بخارهای سمی، پوشاند. سپس پیکان‌هایی آتشین را به سوی مخفیگاه هیدرا در چشمه آمیمونه در غاری در عمق زمین پرتاب کرد و درحالی‌که داسی در یک دست (طبق نقوشی بر روی گلدان‌هایی قدیمی) و شمشیر یا گرز معروف خود را در دست دیگر داشت، با هیدرا مواجه شد. راک و استیپل در کتاب خود عنوان می‌کنند که هنگامی که هرکول هر کدام از سرهای هیدرا را قطع می‌کرد، آن سر مجدداً رشد می‌کرد که این موضوع، مبارزه با هیدرا را عملی عبث برای هر کسی غیر از هرکول می‌نمایاند. نقطه ضعف هیدرا این بود که فقط یکی از سرهایش فناناپذیر بود.
جزئیات مبارزه هرکول و هیدرا در کتاب بیبلیوتکا، به صورت مشخص آمده‌است. هنگامی که هرکول متوجه شد با روش‌های معمولی، قادر به کشتن هیدرا نیست، از برادرزاده خود، یولائوس، کمک خواست. یولائوس (که احتمالاً ایده خود را از آتنا گرفته بود)، به هرکول پیشنهاد داد که محل بریدگی سرهای هیدرا را با آتش بسوزاند. هر بار که هرکول یکی از سرهای هیدرا را قطع می‌کرد، یولائوس محل قطع‌شدگی را می‌سوزاند. هرا وقتی متوجه شد هرکول در حال شکست دادن هیدراست، خرچنگ عظیم‌الجثه‌ای را برای بهم ریختن تمرکز هرکول، به سمت او فرستاد که هرکول آن را با پاهای قدرتمند خود له کرد. سپس سر فناناپذیر هیدرا را با شمشیری طلایی که آتنا به او داده بود، قطع کرد. او شمشیر را در زیر صخره‌ای بزرگ، در جاده مقدس بین لرنا و الایوس قرار داد و پیکان‌های خود را به خون سمی هیدرا آغشته کرد و بدین شکل، خوان دوم هرکول پایان یافت. در نسخه دیگری از داستان خوان دوم آمده‌است که هرکول بعد از قطع هر سر مار، شمشیر خود را به خون زهرآلود آن آغشته کرده و از آن زهر برای سوزاندن سر قطع شده‌استفاده کرد تا جلوی رشد مجدد سر را بگیرد. هرا که از کشته شدن مار خود توسط هرکول ناراحت شده بود، جسد آن را در پهنه آسمان و به شکل صورت فلکی مار باریک، و خرچنگ را به شکل صورت فلکی خرچنگ، جای داد.
بعدها هرکول پیکانی آغشته به خون زهرآگین هیدرا را برای کشتن سانتوری به نام نسوس بکار برد. خون نسوس که به زهر آلوده شده بود، تن‌پوش او را نیز آلوده ساخت و هرکول با پوشیدن آن، کشته شد و بدین شکل، نسوس انتقام خود را پس از مرگ، از هرکول گرفت. استرابون و پوسانیاس، جغرافیدان‌های یونانی، معتقدند تیری زهرآگینی که هرکول برای کشتن سانتور بکار برد، باعث بوی نامطبوع رودخانه آنیگروس در الیس و مسموم شدن گوشت ماهی‌های رودخانه شد.

## خوان سوم: غزال کرینیا

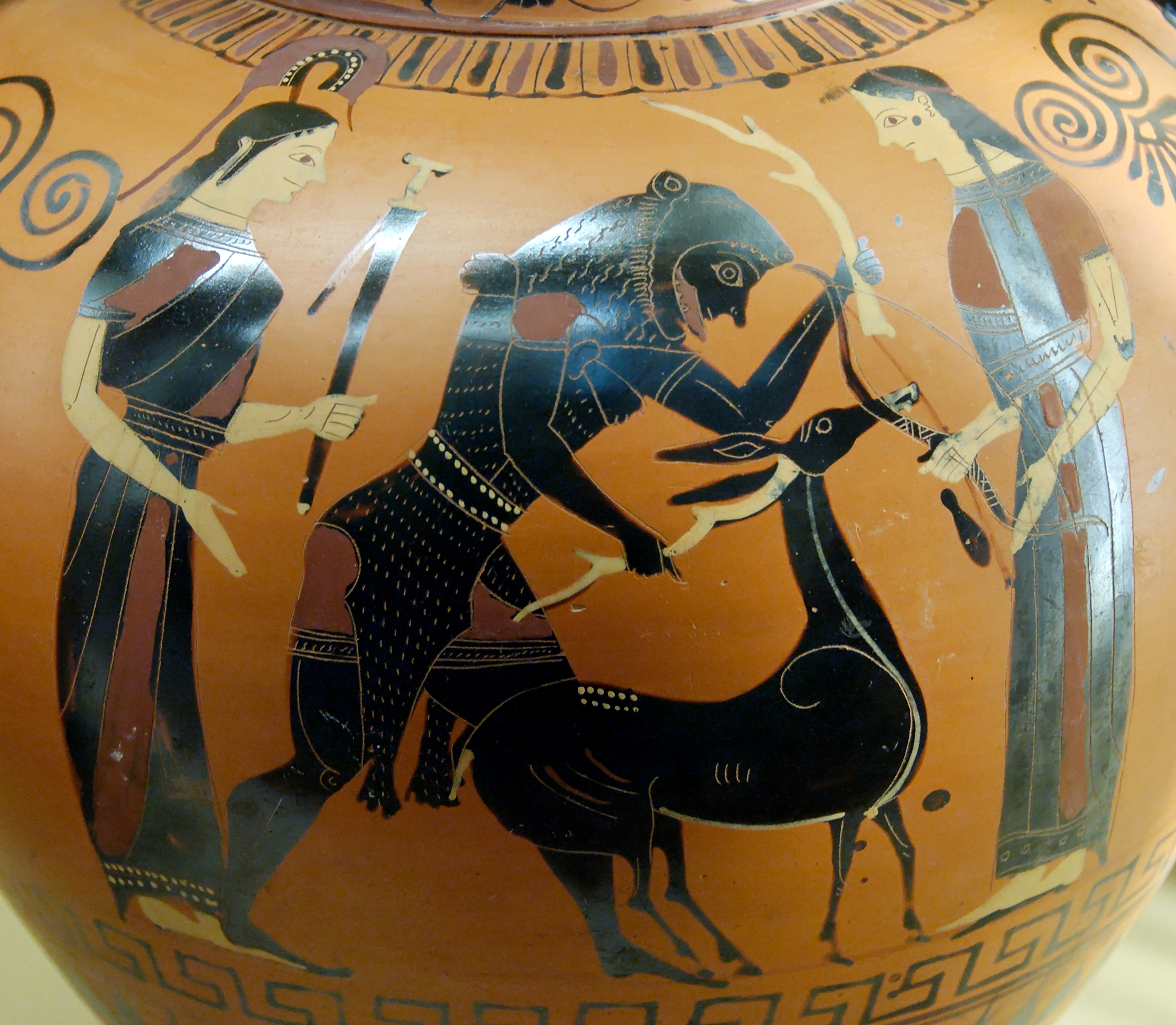
غزال کرینیا و هرکول درحالی‌که آرتمیس و آتنا به آن‌ها می‌نگرند

هرا و ائوروستئوس بعد از آن که دریافتند هرکول، هم شیر نیمیان و هم هیدرا را در مبارزه شکست داده، بسیار غضبناک شدند و تصمیم گرفتند مأموریت سوم را طوری برگزینند که هرکول به‌طور حتم در آن شکست بخورد. از آنجا که هرکول ثابت کرده بود که در کشتن مخوف‌ترین هیولاها هم مهارت دارد، ائوروستئوس از او خواست که غزال کرینیا را برایش اسیر کند. غزالی که آنقدر سریع می‌دوید که حتی تیر رها شده از کمان هم به گرد پایش نمی‌رسید.
هرکول در آغاز جستجویش به دنبال غزال، هنگامی که تازه از خواب بیدار شده بود، از روی برق شاخ‌های غزال، متوجه حضور آن شد. سپس به مدت یک سال در یونان، تراکیه و ایستریا و در سرزمین هایپربوریان‌ها، به‌دنبال آن دوید. به روایت برخی نسخ، هرکول، غزال را درحالی‌که به خواب رفته بود، به دام انداخت. در نسخ دیگری از داستان، گفته شده که هرکول، آرتمیس را در معبدش ملاقات کرد. آرتمیس به او گفت که از تعقیب غزال دست بردارد و برای ائوروستئوس، همه ماجرا را تعریف کند. در آن صورت خوان سوم، تمام شده تلقی خواهد شد. نسخ دیگری عنوان می‌کند که هرکول به وسیلهٔ تیری در بین پاهای جلویی حیوان، آن را به دام انداخت.
ائوروستئوس امیدوار بود که با وادار ساختن هرکول به اسیر کردن غزال که حیوان مقدس آرتمیس بود، خشم آرتمیس را علیه هرکول برانگیزد. هرکول، درحالی‌که غزال را در اسارت داشت، آرتمیس و برادرش آپولون را در راه بازگشت دید. هرکول از آرتمیس بخاطر اسیر کردن غزال مقدسش، طلب بخشش کرد و برایش توضیح داد که مجبور به اسیر کردن غزال به عنوان بخشی از کفاره گناهش شده بود و قول داد که غزال را بازگرداند. آرتمیس هم او را بخشید و نقشه ائوروستئوس نقش بر آب شد.
وقتی هرکول غزال را نزد ائوروستئوس آورد، به او گفته شد که غزال به پادشاه تعلق داشته و به عنوان یکی از حیوانات پادشاه، در محلی مخصوص، از آن نگهداری خواهد شد. هرکول که می‌دانست باید غزال را طبق قولی که به آرتمیس داده بود، بازگرداند، تحویل دادن غزال را مشروط به آن کرد که خود ائوروستئوس، آن را تحویل بگیرد. وقتی ائوروستئوس برای گرفتن غزال بیرون آمد، به محض خارج شدن از دست هرکول، غزال به سمت آرتمیس جهید. هرکول هم مدعی شد که ائوروستئوس به اندازه کافی برای گرفتن غزال سرعت عمل به خرج نداده‌است. ائوروستئوس که از به انجام رسیدن خوان سوم ناراحت بود، از هرکول خواست که گراز مخوف اریمانتوس را برایش زنده اسیر کند.

## خوان چهارم: گراز اریمانتوس

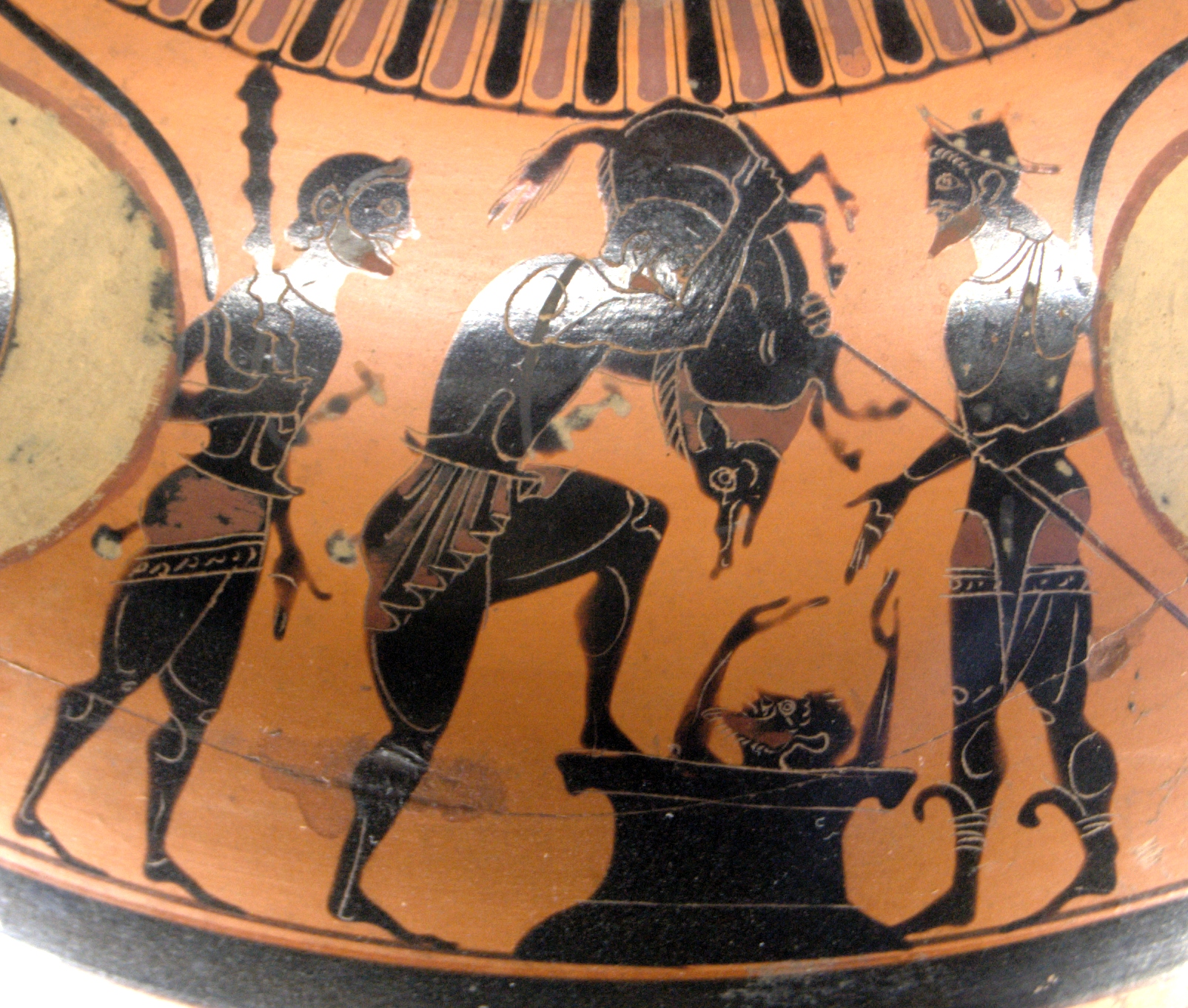
نمایش گراز اریمانتوس به ائوروستئوس توسط هرکول

مأموریت چهارم هرکول، گرفتن گراز اریمانتوس بود. هرکول در طول مسیرش، فولوس را که سانتوری مهربان و خوش‌برخورد و همچنین یکی از دوستان قدیمیش بود، ملاقات کرد. او در غاری که فولوس در آن سکنی گزیده بود، با او مشغول غذا خوردن شد و از او خواست برایش شراب بیاورد. فولوس تنها یک خمره شراب داشت که هدیه‌ای از جانب دیونیسوس (خدای شراب) به همه سانتورهای کوه اریمانتوس بود. هرکول او را قانع کرد که خمره را باز کند. سانتورهای دیگر با استشمام بوی شراب به سمت آن جذب شدند. آن‌ها غافل از آنکه شراب می‌بایست به وسیلهٔ آب رقیق شود، با نوشیدن آن مست شده و به هرکول حمله کردند. هرکول هم پیکان‌های زهرآگین خود را به سمت آن‌ها شلیک کرد و سانتورها به سمت غار کایرن عقب نشستند.
فولوس با دیدن تعداد زیاد کشته‌ها، با کنجکاوی یکی از پیکان‌ها را برداشت. اما پیکان از دستش رها شده و به پای او اصابت کرد و او را مسموم ساخت. طبق یکی از نسخ، کایرن هم مورد اصابت یکی از تیرها قرار گرفت. کایرن، هرچند فناناپذیر بود اما درد تیر را احساس می‌کرد. درد به اندازه‌ای زیاد بود که او حاضر شد فناناپذیری خود را از دست داده و جای پرومته (قهرمان مورد غضب زئوس) را بگیرد. پرومته که تیتانی فناناپذیر بود، به دستور زئوس در بالای کوهی به تخته سنگی بسته شده بود و هر روز جگرش توسط عقابی خورده می‌شد. از آن به بعد عقاب، این عمل را بر روی کایرن انجام می‌داد. هرکول، عقاب را به وسیلهٔ پیکانی از آسمان به زیر انداخت. عقیده عموم بر این است که هدف از نقل این داستان، نحوه انتقال فناناپذیری از کایرن به هرکول بوده‌است. هرچند این داستان با این موضوع که بعدها کایرن، آشیل را تربیت کرد، تناقض دارد. ماجرای سانتورها و آزاد کردن پرومته، در بعضی خوان‌های دیگر نقل شده‌است.
هرکول برای راهنمایی خواستن از کایرن در مورد نحوه اسیر کردن گراز، به دیدار او رفته بود و کایرن هم به او گفته بود که برای گرفتن گراز، باید آن را به سمت توده‌های ضخیم برف‌ها بکشاند. در نتیجه این خوان، در اواسط زمستان به انجام رسید. بعد از اسیر کردن گراز، هرکول آن را به نزد ائوروستئوس برد. ائوروستئوس که از دیدن گراز سهمناک، به‌شدت ترسیده بود، در داخل خمره‌ای پناه گرفت و از هرکول خواست که حیوان را از آنجا دور کند. هرکول هم پذیرفت. راجر لانسلین گرین، نویسنده بریتانیایی، در کتاب خود، «داستان اساطیر یونانی»، عنوان می‌کند که هرکول، گراز را به دریا انداخت. گراز به سمت ایتالیای کنونی شنا کرد. دندان‌های گراز در معبد آپولون، واقع در شهر باستانی کومای، نگهداری شد. سه روز بعد، ائوروستئوس درحالی‌که هنوز از هیبت گراز، به خود می‌لرزید، هرکول را روانه مأموریت پنجم خود کرد.

## خوان پنجم: اصطبل‌های آوگیاس

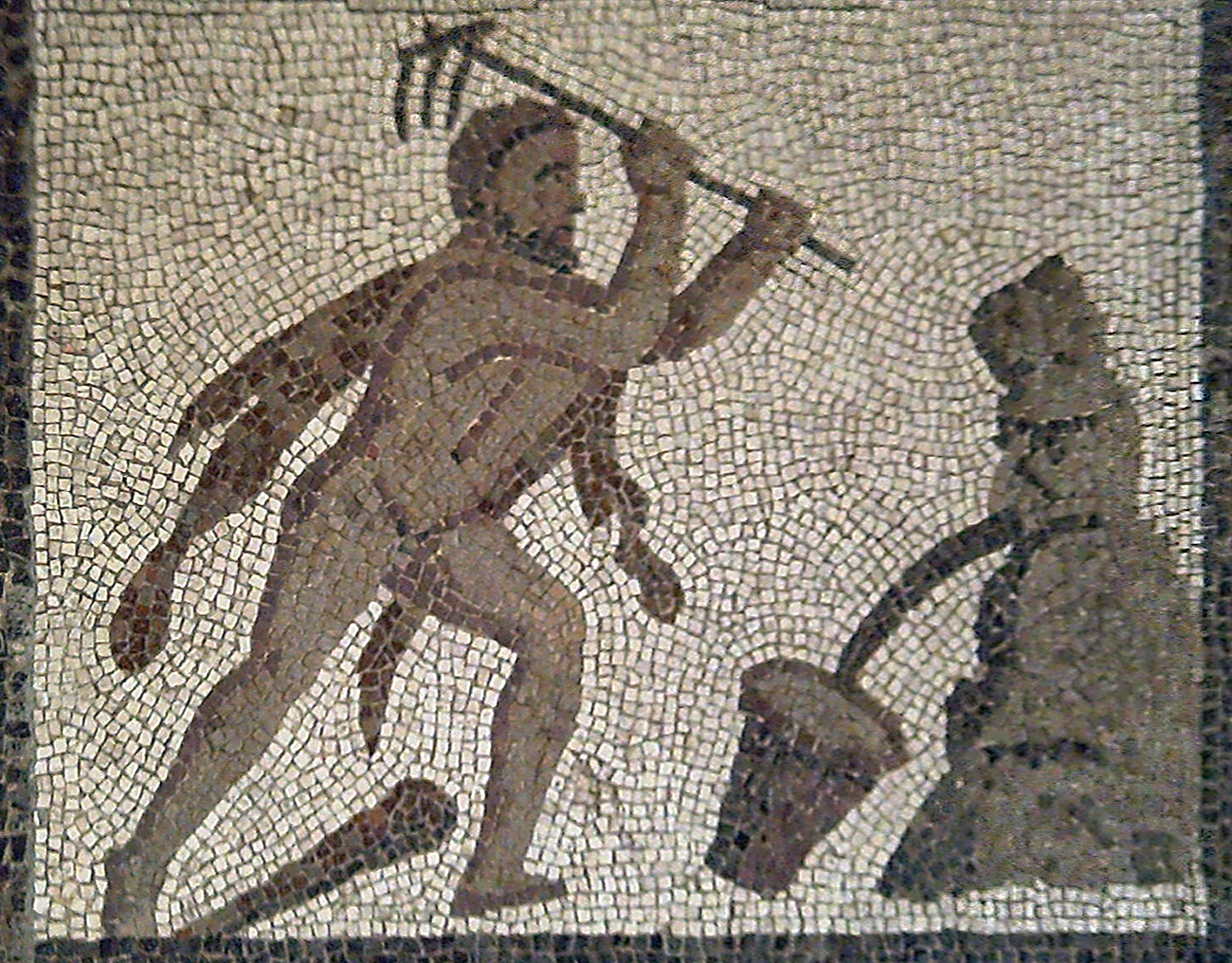
هرکول در حال تمیز کردن اصطبل‌های آوگیاس

خوان پنجم هرکول، تمیز کردن اصطبل‌های آوگیاس بود. ائوروستئوس، این خوان را به این خاطر انتخاب کرده بود که هم هرکول را تحقیر کند، هم از غیرقابل انجام بودن آن، مطمئن باشد. گاوهای درون اصطبل، بخاطر بنیه‌ای که داشتند، مدفوع زیادی تولید می‌کردند. این اصطبل‌ها به مدت ۳۰ سال تمیز نشده بودند و ۱۰۰۰ گاو در آنجا نگهداری می‌شدند. هرکول توانست با تغییر مسیر رودخانه‌های آلفیوس و پنیوس، همه اصطبل‌ها را تمیز کند.
آوگیاس به هرکول قول داده بود که در صورت موفقیتش، یک دهم از گاوهایش را به او بدهد ولی به قول خود عمل نکرد. هرکول هم او را به قتل رساند و تاج و تخت پادشاهی را به فیلیوس پسر آوگیاس، که به خاطر کمک به هرکول، تبعید شده بود، واگذار کرد. هرکول در قدم بعدی، طبق اشعار پیندار (شاعر یونان باستان)، بازی‌های المپیک را بنا نهاد.
این خوان در نهایت، به عنوان یکی از خوان‌های انجام شده به حساب نیامد چون آب رودخانه‌ها، به کمک هرکول آمده بود و همچنین هرکول بابت کارش، دستمزد دریافت کرده بود.
ائوروستئوس به هرکول یادآوری کرد که او هنوز هفت خوان دیگر برای انجام دادن، پیش رو دارد و او را روانه مأموریت بعدیش، یعنی شکست پرندگان استومفالوسی ساخت.

## خوان ششم: پرندگان استومفالوسی

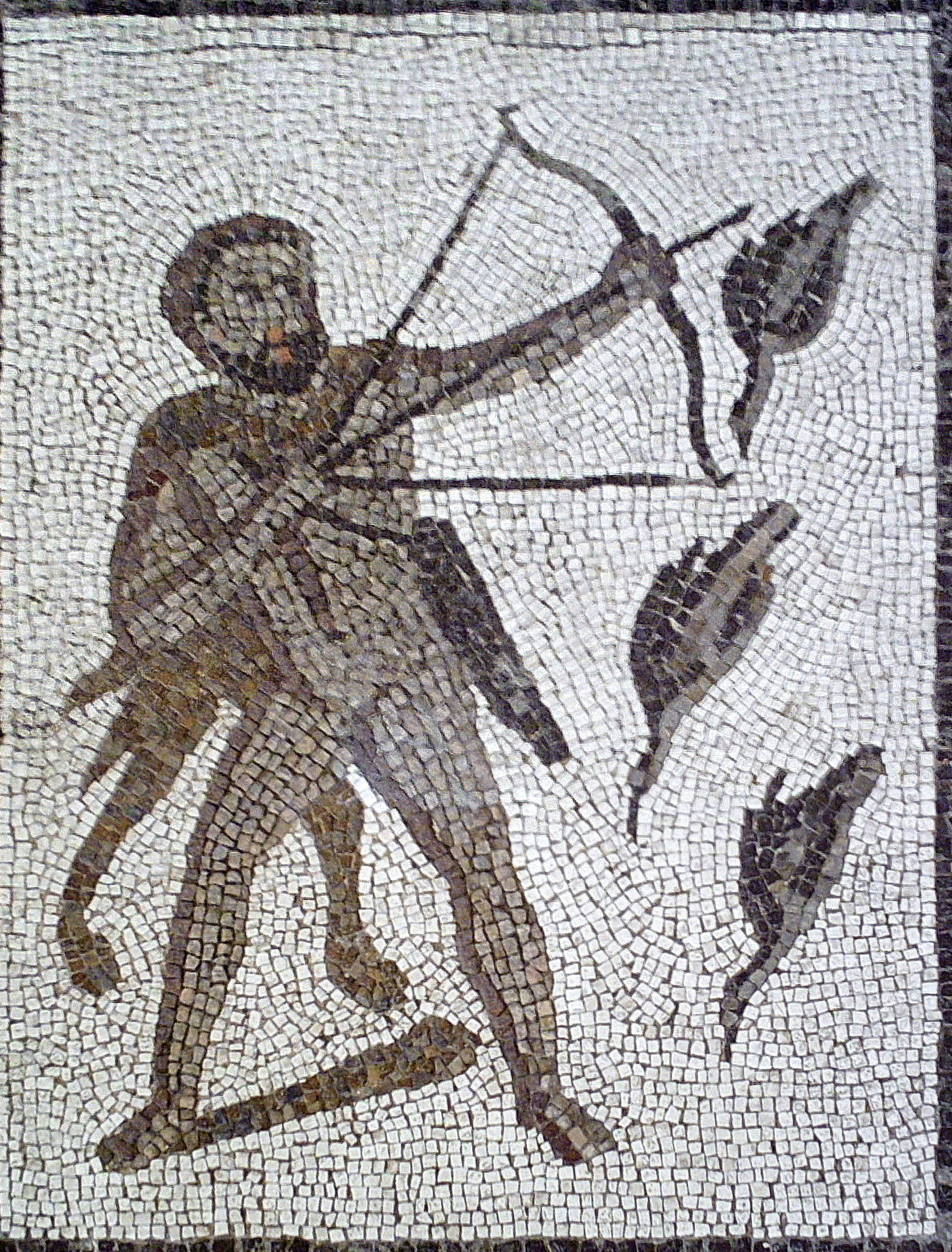
هرکول و پرندگان استومفالوسی

پس از تمیز کردن اصطبل‌های آوگیاس، ائوروستئوس از هرکول خواست پرندگان آدمخوار استومفالوسی را که منقارهایی از جنس برنز و پرهای فلزی برنده‌ای داشتند که به سمت قربانیانشان پرتاب می‌کردند، شکست دهد. این پرندگان، موجودات مقدس متعلق به آرس (خدای جنگ) بودند. علاوه برای مشخصات ذکر شده، فضله این پرندگان به‌شدت سمی بود. این پرندگان به دریاچه استیمفالیا در آرکادیا مهاجرت کرده و در آنجا تولیدمثل کرده و آن منطقه را تحت سیطره خود درآورده بودند و محصولات کشاورزی و درختان میوه و مردمان محلی را از بین می‌بردند. هرکول بخاطر وزنش، نمی‌توانست به عمق دریاچه برود. آتنا که مشکل هرکول را دید، وسیله‌ای ساخت هفائستوس را به او داد که با به صدا درآوردن آن، هرکول توانست پرندگان را ترسانده و به پرواز درآورد. سپس با پیکان‌های خود، تعداد زیادی از آن‌ها را کشت. مابقی آن‌ها از آنجا فرار کرده و هرگز بازنگشتند. آرگونوت‌ها بعدها با آن پرندگان، مواجه شدند.

## خوان هفتم: گاو کریت

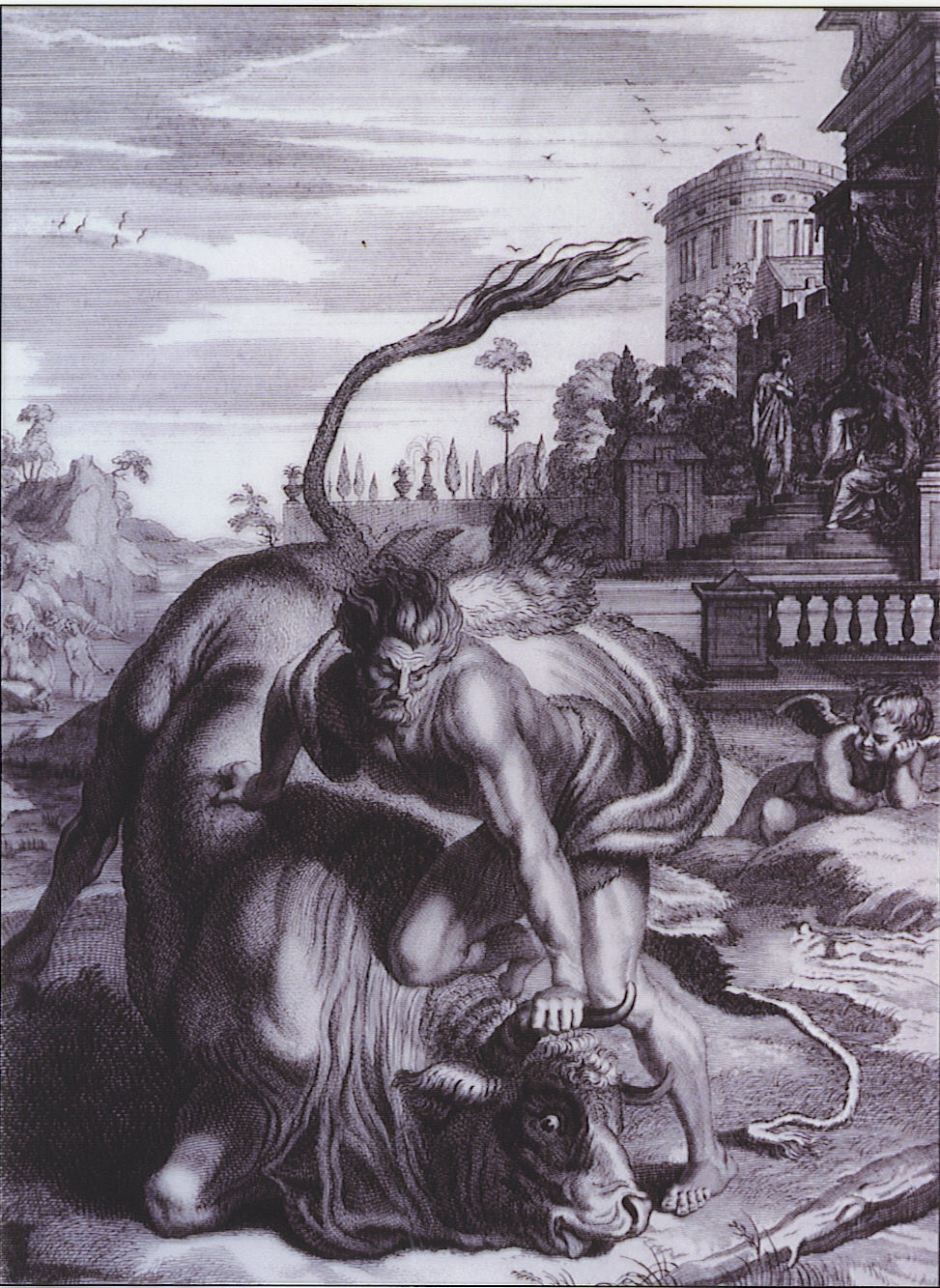
هرکول گاو کریت را به زمین می‌زند، اثر برنار پیکار هنرمند فرانسوی قرن هفدهم و هجدهم میلادی

هرکول، سرخوش از موفقیت‌هایش، به مأموریت بعدی که اسیر کردن گاو کریت بود، فرستاده شد. او از راه دریا به کریت سفر کرد. از آن جایی که آن گاو وحشی در کریت، ایجاد رعب و وحشت می‌کرد و محصولات را نابود می‌ساخت، مینوس پادشاه (فرزند زئوس)، به هرکول اجازه داد که گاو را با خود ببرد و به او پیشنهاد کمک داد که هرکول بخاطر غرورش، آن را رد کرد.
هرکول مخفیانه خود را به پشت سر گاو رساند و دستانش را دور گلوی گاو فشرد و حیوان وحشی را به اسارت درآورد و به آتن فرستاد. ائوروستئوس که از ترس گاو، در خمره مخفی شده بود، قصد داشت که گاو را برای هرا قربانی کند که با مخالفت او مواجه شد. زیرا گاو نمادی از عظمت و شکوه هرکول بود. گاو که بعدها به گاو ماراتن مشهور شد، رها گردید. تزه بعدها آن را برای آتنا (یا آپولون) قربانی کرد.

## خوان هشتم: مادیان‌های دیومدس

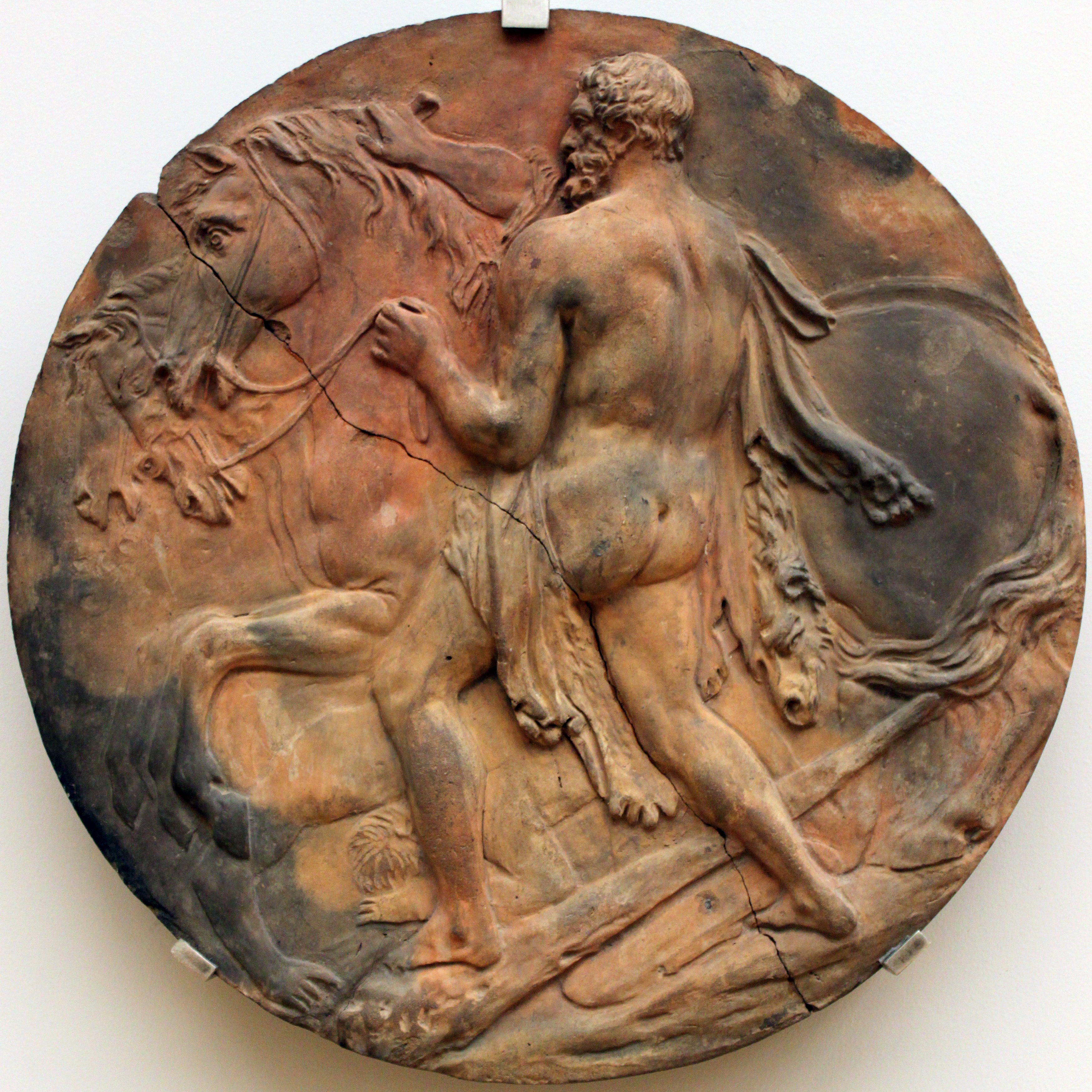
هرکول و مادیان‌های دیومدس، نقش‌برجسته اثر یوهان گاتفرید اسکادو

بعد از اسیر کردن گاو کریت، هرکول به دنبال مأموریت بعدی، یعنی گرفتن مادیان‌های دیومدس رفت. در یکی از نسخه‌های داستان، او از کمک تعدادی مرد جوان استفاده کرد. آن‌ها اسب‌ها را اسیر کردند و به همین خاطر تحت تعقیب دیومدس و مردانش قرار گرفتند.
هرکول نمی‌دانست که اسب‌ها (پوداگروس، لامپون، زانتوس و دینوس)، بخاطر وحشی بودن، به آخوری برنزی بسته شده بودند و خوی وحشی اسب‌ها بخاطر خوراک نامعمول آنها، یعنی گوشت انسان بود. در برخی نسخ آمده که اسب‌ها هنگام نفس کشیدن، از بینی خود آتش بیرون می‌داده‌اند. آن‌ها از گوشت انسان تغذیه کرده و غیرقابل کنترل بودند. هرکول یکی از همراهان مورد علاقه خود، آبدروس جوان را مأمور محافظت از اسب‌ها کرد و خودش به جنگ دیومدس رفت. او پس از بازگشت دریافت که آبدروس، به وسیلهٔ اسب‌ها خورده شده‌است. هرکول برای انتقام، دیومدس را خوراک اسب‌ها کرد و شهر آبدرا را در کنار مقبره آبدروس، بنا نهاد.
طبق نسخه دیگری از داستان، هرکول در طول شب نخوابید که مبادا دیومدس، گلویش را در تاریکی شب بشکافد یا زنجیرهای اسب‌ها را پاره کند. هرکول که اسب‌ها را به ارتفاعات رم داده بود، سریعاً خندقی حفر کرد و آن را با آب پر نمود و با این کار جزیره‌ای به وجود آورد. هنگامی که دیومدس سر رسید، هرکول با تبری که برای حفر خندق از آن استفاده کرده بود، او را از پای درآورد و جسدش را برای آرام کردن اسب‌ها، به آن‌ها خوراند.
در هر دو نسخه داستان، نقل شده که خوراندن گوشت، باعث آرام شدن اسب‌ها شده و هرکول با استفاده از موقعیت ایجاد شده، دهان اسب‌ها را بسته و آن‌ها را به نزد ائوروستئوس فرستاد. او نیز اسب‌ها را برای هرا قربانی کرد. در بعضی نسخ آمده که اسب‌ها که برای همیشه آرام شده بودند، اجازه یافتند آزادانه در اطراف آرگوس پرسه بزنند. در نسخ دیگر، این گونه ذکر شده که ائوروستئوس دستور داد اسب‌ها، به عنوان قربانی برای زئوس، به کوه المپ فرستاده شوند. اما زئوس از پذیرش آن سر باز زد و تعدادی گرگ، شیر و خرس را برای کشتن آن‌ها فرستاد. راجر لانسلین گرین در کتاب «داستان اساطیر یونانی» می‌گوید که در جنگ تروا، اسب‌هایی از تبار اسب‌های دیومدس استفاده شدند.

## خوان نهم: کمربند هیپولیت

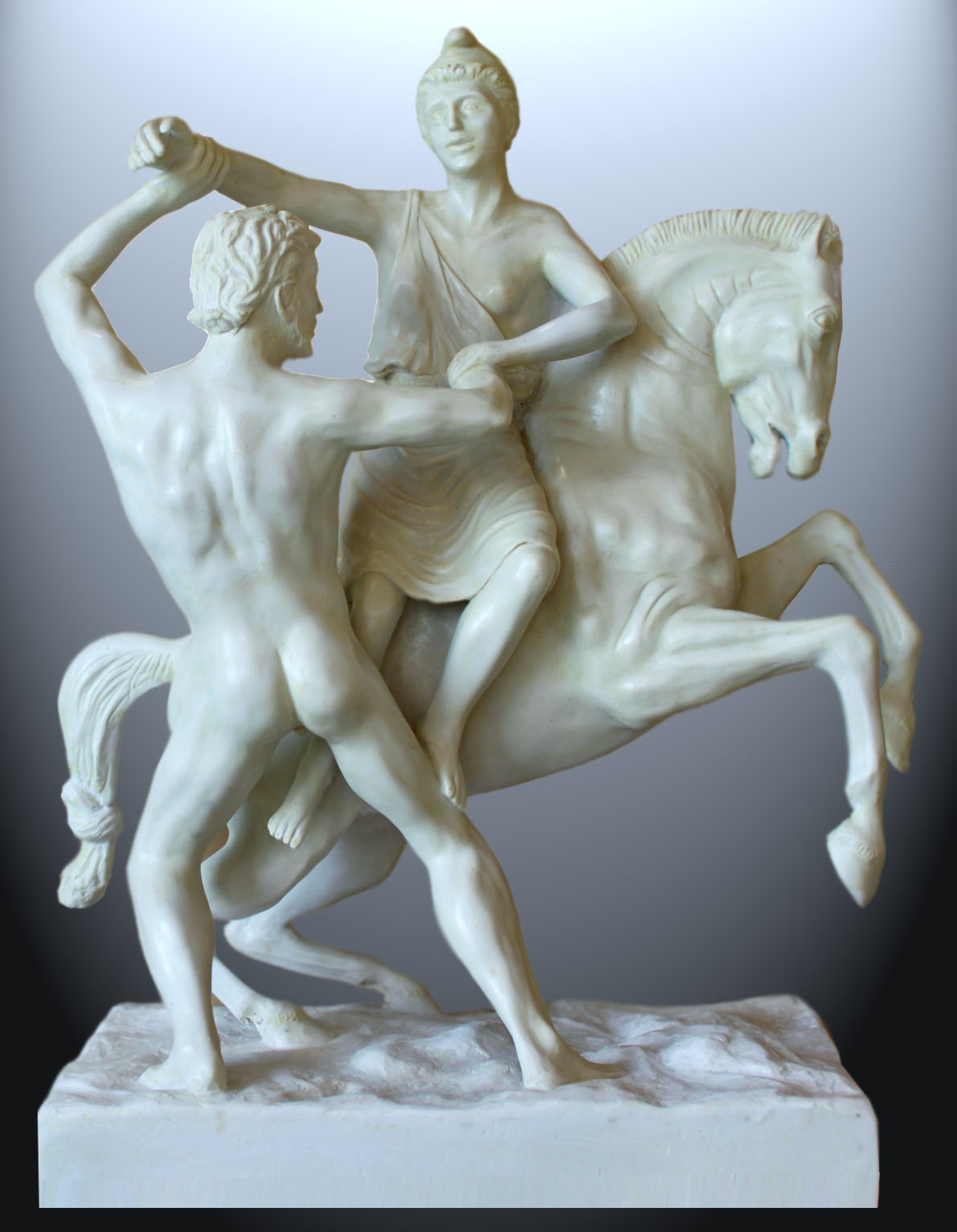
گرفتن کمربند هیپولیت، اثر جی.ام. فیلیکس ماگدالنا

آدمتا، دختر ائوروستئوس، به کمربند هیپولیت، که هدیه‌ای از آرس (خدای جنگ) به ملکه جنگجویان آمازون بود، علاقه داشت. ائوروستئوس برای خوشحال کردن دخترش، به هرکول دستور داد که آن کمربند را به عنوان مأموریت نهم، به‌دست آورد.
هرکول با گروهی از دوستانش، از راه دریا به جزیره پاروس رفت که در آن، تعدادی از پسران مینوس پادشاه ساکن بودند. آن‌ها دو تن از دوستان هرکول را کشتند که این عمل، خشم هرکول را برانگیخت. او دو تن از پسران مینوس را کشت و بقیه ساکنان را هم آن قدر تهدید کرد که به او پیشنهاد شد که دو مرد، به عنوان جایگزین دوستان هرکول، به او تحویل داده شوند. هرکول پذیرفت و دو نوه مینوس (آکلیوس و استنلوس) را با خود همراه کرد. آن‌ها سفر خود را ادامه داده و به دربار لیکوس رسیدند. هرکول از لیکوس در مقابل میگدون، پادشاه ببریس‌ها، دفاع کرد و بیشتر سرزمین‌های آزاد شده را به دوستش لیکوس داد. او هم در مقابل، آن سرزمین را، هراکلیا نام نهاد. سپس هرکول و افرادش به سمت تمیسکیرا، محل سکونت هیپولیت و پایتخت آمازون‌ها، حرکت کردند.
هیپولیت که تحت تأثیر هرکول و کارهایش قرار گرفته بود، با دادن کمربند به اون موافقت کرد. اما بخاطر فتنه‌ای که هرا در لباس مبدل و با گسترش بی‌اعتمادی به وجود آورده بود، این کار انجام نشد. هرا مدعی شد که افرادی غریبه، قصد کشتن ملکه آمازون‌ها را دارند. هیپولیت و زنان جنگجویش، سوار بر اسب شده و آماده رودررویی با هرکول شدند. وقتی هرکول آن‌ها را دید، تصور کرد که هیپولیت از همان ابتدا قصد بخشیدن کمربند را نداشته و به عهدش، خیانت کرده‌است. به همین خاطر او را کشت و کمربند را برداشت و به سوی ائوروستئوس بازگشت. ائوروستئوس که انتظار بازگشت هرکول بعد از مواجهه با زنان جنگجوی آمازون را نداشت، او را فوراً مأمور گرفتن گاوهای گروئون کرد.

## خوان دهم: گله گاوهای گروئون

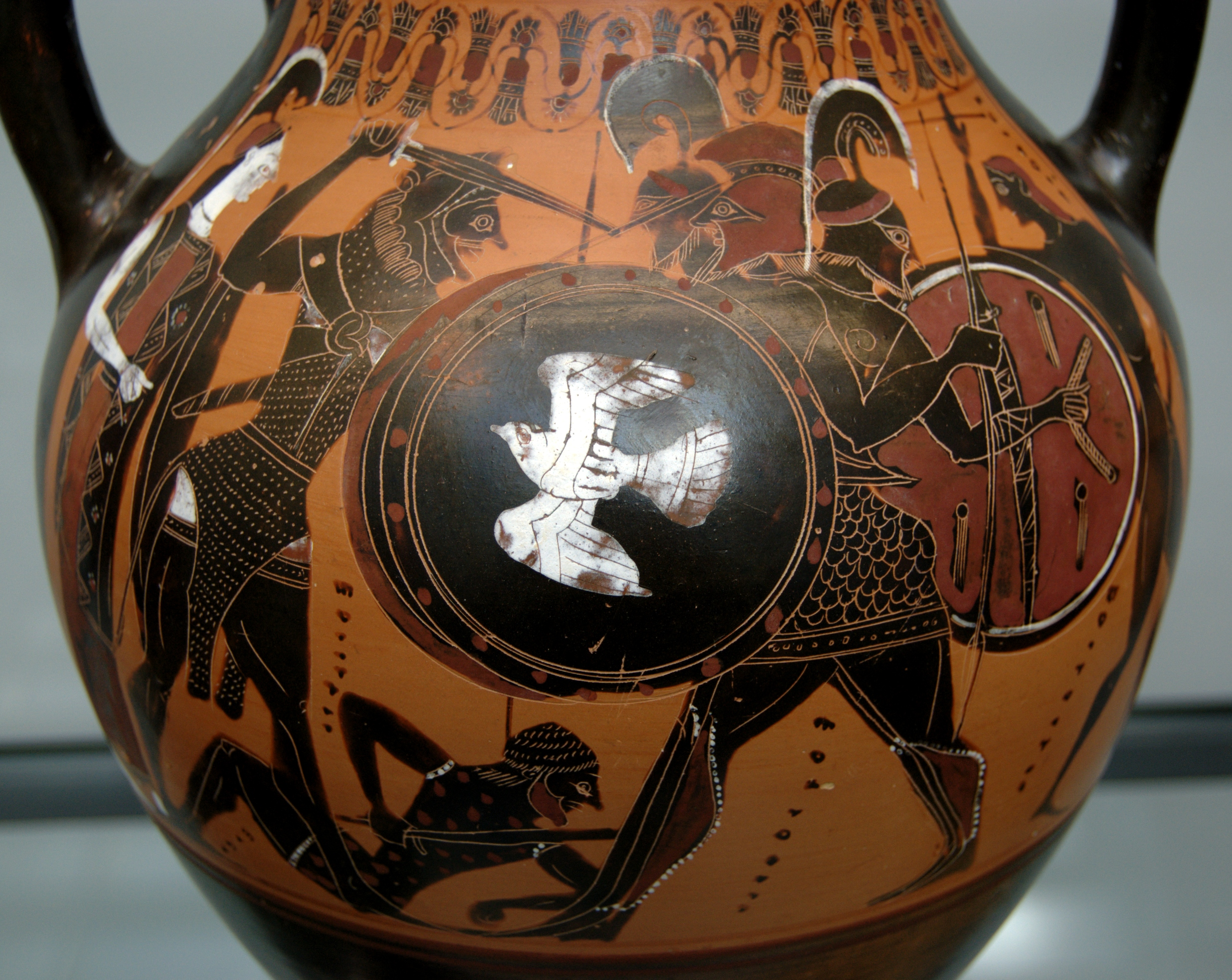
هرکول در حال نبرد با گروئون

آن گونه که در کتاب بیبلیوتکا آمده‌است، از هرکول خواسته شد که به جزیره اریتیا در غربی‌ترین نقطه دریای مدیترانه، سفر کرده و گاوهای گروئون را به چنگ آورد. هرکول در طول مسیرش، از صحرای لیبی گذشت. او که از گرما به ستوه آمده بود، تیری را به سمت هلیوس (خورشید)، پرتاب کرد. هلیوس به احترام شجاعت او، جامی طلایی را که هر شب برای سفر از غرب به شرق، استفاده می‌کرد، به هرکول داد. هرکول از آن برای رسیدن به اریتیا استفاده کرد.
هنگامی که هرکول به اریتیا رسید، با سگی دو سر به نام ارثروس، مواجه شد. او با ضربه سهمگین گرز خود، که از چوب درخت زیتون ساخته شده بود، ارثروس و یوریتیون (فرزند آرس خدای جنگ) را که نگهبانان گاوهای گروئون بودند، از پای درآورد.

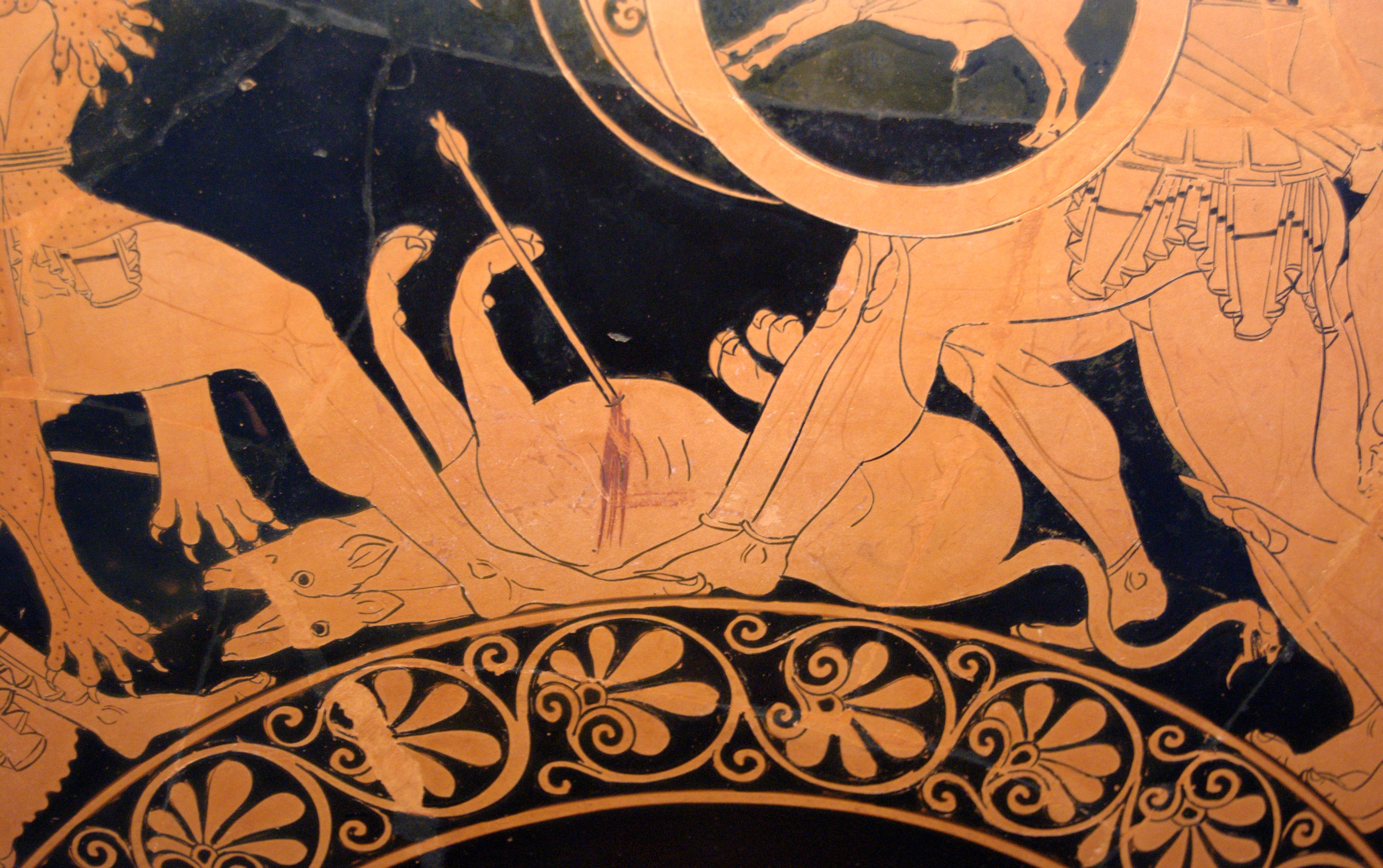
ارثروس، سگ نگهبان که به دست هرکول کشته شد

با شنیدن هیاهوی ایجاد شده، گروئون سه سپر و سه نیزه برداشت و سه کلاهخود بر سر کرد و وارد کارزار شد. او هرکول را در رودخانه آنتموس تعقیب کرد. هرکول، تیری آغشته به سم هیدرا را با چنان قدرتی به سمت گروئون پرتاب کرد که پیشانیش را شکافت و او را از پای درآورد.
سپس هرکول، گاوها را به سمت ائوروستئوس به حرکت درآورد. طبق نسخه رومی این داستان، غولی به نام کاکوس، تعدادی از گاوها را درحالی‌که هرکول بخواب رفته بود، دزدید. او گاوها را نه با کشاندن افسار، بلکه دمشان به‌حرکت درآورد تا ردیابی آن‌ها را مشکل نماید. بر اساس برخی نسخ، هرکول بقیه گاوها را از کنار غاری که کاکوس گاوهای دزدیده شده را مخفی کرده بود عبور داد. گاوهای هرکول به‌سبب نبود گاوهای ربوده شده زوزه‌ای سر دادند و گاوهای محبوس در غار نیز با زوزه‌ای متقابل پاسخشان دادند و همین موضوع هرکول را متوجه غار کرد. در نسخ دیگر آمده‌است که کاکا، خواهر کاکوس، به اون خیانت کرد و مخفیگاهش را به هرکول نشان داد. هرکول، کاکوس را به قتل رساند و بنا بر عقیده رومیان، قربانگاهی را بنا نهاد که بعدها بازار احشام، در آنجا برگزار می‌شد.
هرا که می‌خواست هرکول را آزار دهد، پشه‌هایی را برای نیش زدن و تحریک کردن گاوها فرستاد. هرکول توانست در عرض یک سال، گاوها را دوباره در یک جا جمع کند. هرا این بار سیلابی را به وجود آورد که باعث بالا رفتن آب رودخانه‌ای شد که هرکول قصد عبور دادن گاوها را از آن داشت. هرکول با قرار دادن سنگ‌هایی در بستر رودخانه، توانست از عمق آن بکاهد. در نهایت او توانست به دربار ائوروستئوس برسد. گاوها سپس برای هرا قربانی شدند.

## خوان یازدهم: سیب‌های هسپریدس

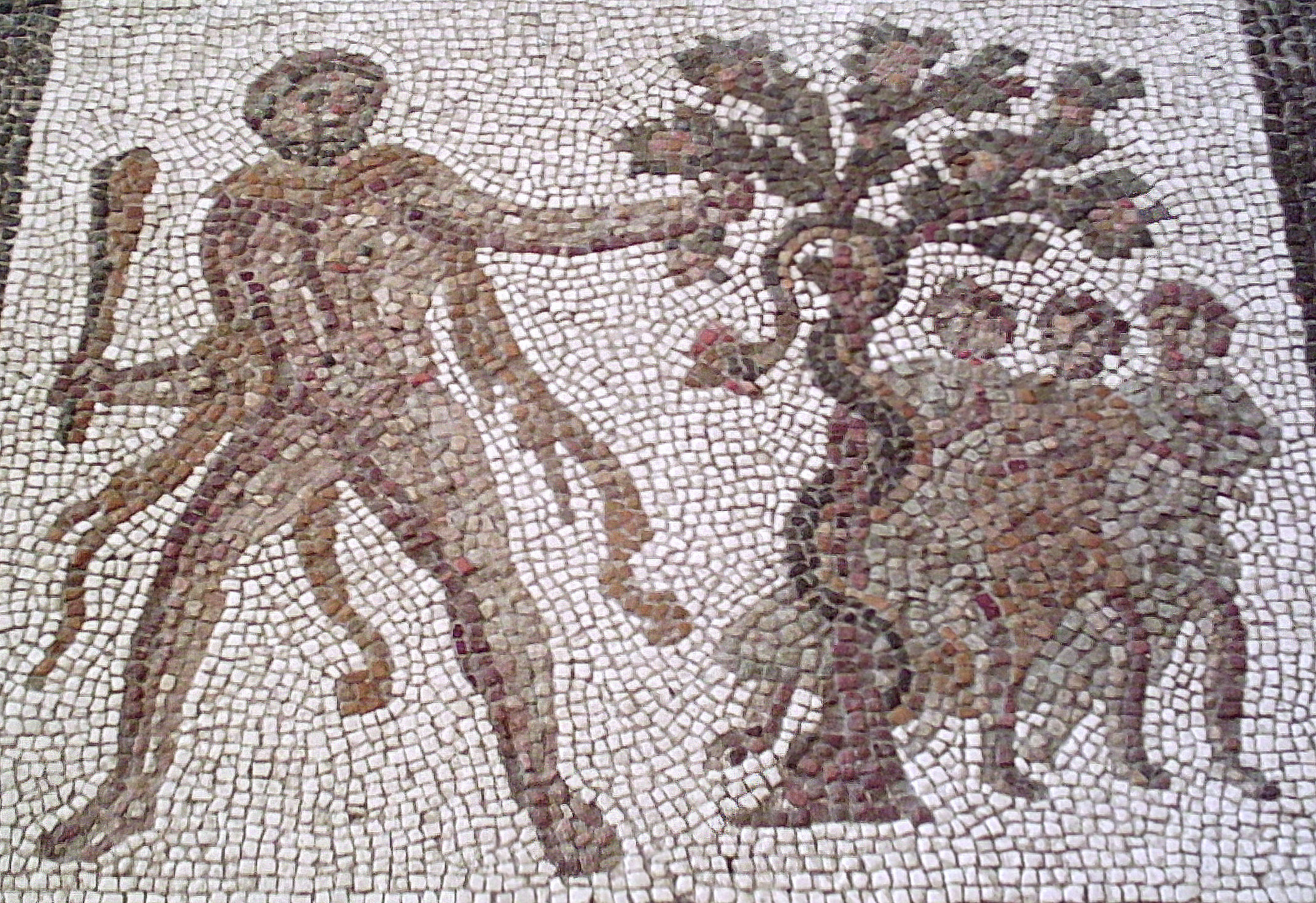
هرکول در حال دزدیدن سیب‌های هسپریدس

بعد از اتمام خوان دهم، ائوروستئوس که خوان‌های مربوط به کشتن هیدرا و تمیز کردن اصطبل‌های آوگیاس را نپذیرفته بود، به هرکول، دو مأموریت دیگر داد. اولین آن‌ها، دزدیدن سیب‌های باغ هسپریدس بود. هرکول ابتدا خدای دریاها را اسیر کرد که از محل باغ‌ها مطلع شود.
هرکول در مسیر خود به سمت باغ‌های هسپریدس، اطلس را اغوا نمود و پیشنهاد داد به جای او افلاک را برای مدتی، بر دوش بگیرد و او را تحریک به دزدیدن تعدادی از سیب‌های طلایی کرد. این کار باعث می‌شد که این خوان هم مانند خوان هیدرا و اصطبل‌های آوگیاس، به حساب نیاید چون هرکول در انجام آن از کمک دیگران استفاده کرده بود. اطلس پس از بازگشت، نمی‌خواست دوباره افلاک را بر دوش بگیرد و می‌خواست در عوض، سیب‌ها را خودش تحویل دهد. اما هرکول این بار نیز نقشه‌ای کشید و به اطلس گفت که حاضر است به جای او افلاک را بر دوش بگیرد اما مدتی وقت می‌خواهد تا ردای او را هم اندازه خود کند. اطلس پیشنهاد هرکول را پذیرفت اما هرکول او را فریب داد و سیب‌ها را برداشته و از آنجا دور شد. بر اساس نسخه‌ای دیگر از داستان، هرکول، لادون (اژدهای نگهبان سیب‌ها)، را از بین برد.
ائوروستئوس که از این که هرکول مأموریتی غیرممکن را به انجام رسانده بود، به شدت خشمگین بود، او را مأمور گرفتن سگ سه سری به نام سربروس کرد که نگهبان دروازه‌های جهان زیرین بود.

## خوان دوازدهم: سربروس

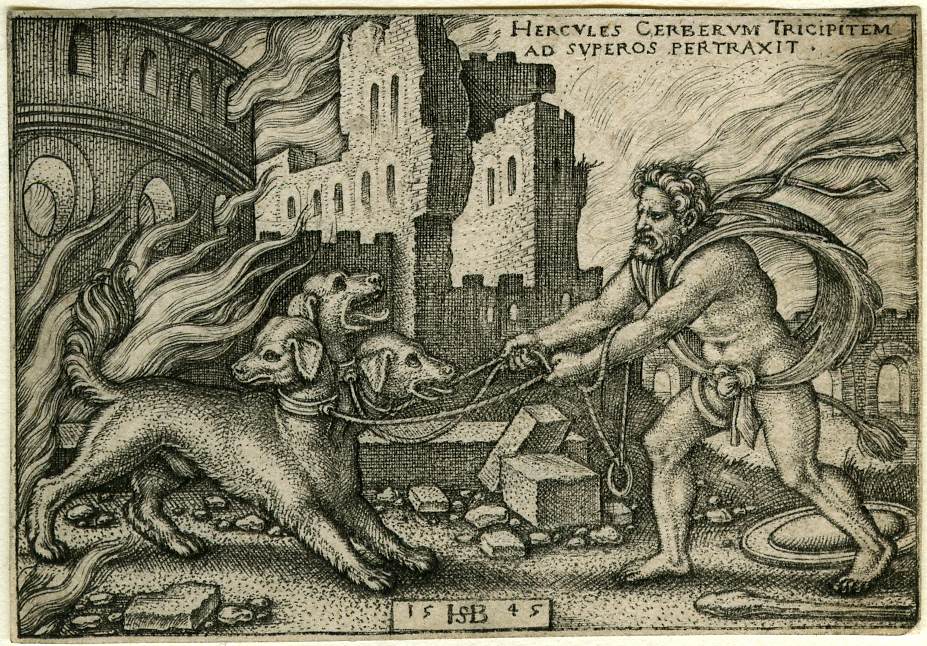
هرکول در حال اسیر کردن سربروس، اثر هانز سبالد بهام، نقاش آلمانی قرن شانزدهم

اسیر کردن سربروس بدون استفاده از هیچ سلاحی، مأموریت دوازدهم هرکول و سخت‌ترین و خطرناک‌ترین خوان از خوان‌های دوازده‌گانه بود.
هرکول پس از دریافت مأموریتش، به الوزیس رفت تا در مراسم مخصوص اسرار الیوسینی، روش ورود و خروج و زنده ماندن در جهان زیرین را فراگرفته و همچنین خود را از گناه کشتن سانتورها پاک کند. او مدخل جهان زیرین را در تاناروم یافت و به کمک آتنا و هرمس، مسیر ورودی را در هر دو جهت پیمود. او سپس خارون را به کمک هستیا و قدرت خودش، پشت سر گذاشت.
هرکول در جهان زیرین، با تسئوس و پیریتوس آشنا شد. این دو بخاطر تلاش برای دزدیدن پرسفونه (دختر زئوس)، توسط هادس زندانی شده بودند. در روایتی از داستان این دو، مارهایی به دور پایشان پیچیدند و تبدیل به سنگ شدند. روایتی دیگر می‌گوید هادس آن‌ها را فریب داده و با تظاهر به مهمان‌نوازی، آن‌ها را به یک ضیافت، دعوت می‌کند. آن‌ها بدون آنکه متوجه باشند، بر روی صندلی‌های فراموشی نشستند و برای همیشه به دام افتادند. هنگامی که هرکول، تسئوس را از صندلی بیرون کشید، قسمتی از رانش به آن چسبید. وقتی که او قصد بیرون کشیدن پیریتوس را از صندلی داشت، زمین به لرزه درآمد. تمایل پیریتوس به همسر یکی از خدایان آنچنان اهانت‌آمیز بود که او محکوم به ماندن در همان‌جا شد.
هرکول هادس را یافت و از او اجازه خواست که سربروس را با خود با جهان بیرون ببرد. هادس به این شرط موافقت کرد که هرکول بدون استفاده از هیچ سلاحی، بر سربروس غلبه کند. هرکول توانست این کار را انجام دهد و آن را از میان غاری در پلوپونز از جهان زیرین، بیرون کشیده و به ائوروستئوس تحویل داد. ائوروستئوس که از ترس جانور مخوف، به داخل خمره‌اش پناه برده بود، از هرکول خواست که آن را به جهان زیرین بازگرداند و در عوض، مأموریت‌های هرکول را تمام شده اعلام کرد. پس از گذراندن خوان‌ها، هرکول برای جستجوی پشم زرین، با آرگونوت‌ها همراه شد.